# Revenge (motonave)
Il Revenge è una motonave passeggeri di proprietà della compagnia di navigazione italiana Maregiglio.

## Servizio
Impostato il 30 dicembre 2005 e consegnato il 3 luglio 2008 nei Cantieri Navali Boschetti di Cesenatico alla Maregiglio, nel periodo estivo esegue giornalmente minicrociere nei territori dell'Argentario con partenza da Porto Santo Stefano, destinazione Giannutri, Isola del Giglio e isole dell'arcipelago toscano.
La motonave Revenge è la prima nave ecologica in Europa nella sua categoria con certificazione RINA “Green Star” e speciale attestato di merito di Legambiente.